# Azai

Het teken van de Azai-clan

De Azai-clan (Japans: 浅井氏, Azai-shi) was een familie van daimyo gedurende de Japanse Sengoku-periode, in de provincie Omi (in de huidige prefectuur Shiga). 
De Azai-clan vocht samen met de Asakura-clan, tegen Oda Nobunaga in de late 16e eeuw. Ze werden verslagen in de Slag bij Anegawa in 1570, en zo goed als vernietigd toen hun thuisbasis, kasteel Odani, drie jaar later in werd genomen. 

## Bekende leden
- Azai Sukemasa - bouwde kasteel Odani in 1516
- Azai Hisamasa - zoon van Sukemasa, werd verslagen door de Sasaki-clan
- Azai Nagamasa - zoon van Hisamasa, kwam in conflict met Oda Nobunaga en ging een alliantie aan met de Asakura-clan en de priesterkrijgers van de berg Hiei; hij werd verslagen in 1573 en gedwongen zelfmoord te plegen. Hij was getrouwd met de zus van Nobunaga, O-ichi. Zijn dochters zijn onder andere Yodo-Dono (tweede vrouw van Toyotomi Hideyoshi en de moeder van Toyotomi Hideyori) en Oeyo (vrouw van Tokugawa Hidetada en moeder van de derde Tokugawa shogun Iemitsu).